# Gyakushû! Satsujin ken
Gyakushû! Satsujin ken (逆襲!殺人拳) è un film del 1974 diretto da Shigehiro Ozawa. Conosciuto anche col titolo internazionale The Street Fighter's Last Revenge, viene citato nella versione italiana del film Una vita al massimo col titolo La vendetta del teppista, pur non essendo mai stato distribuito in Italia.
È il secondo sequel de Gekitotsu! Satsujin ken e rappresenta il terzo e ultimo episodio in ordine cronologico della serie, mantenendo lo stesso cast dei precedenti, primo fra tutti Sonny Chiba.

## Trama
Takuma Tsurugi è stato assunto dagli Owada per recuperare una cassetta che contiene una formula segreta per fabbricare eroina a basso costo. Tutto va a monte quando Tsurugi si incontra con i mercanti e questi si rifiutano di pagarlo. Un maestro della truffa come Tsurugi inizia quindi a mascherare la verità dietro i segreti che contiene la misteriosa cassetta.

## Promozione

### Tagline
(Uno slogan del film.)